# انلی یفیمووا
انلی یفیمووا (استونیایی: Eneli Jefimova؛ زادهٔ ۲۷ دسامبر ۲۰۰۶) شناگر زن اهل استونی است.